# 性 (语法)
性在語法中是指一個名詞或代詞的類別，以及形容詞、冠詞或動詞在與名詞或代詞搭配時發生的屈折變化。

## 用法
性對於名詞或代詞來說是一種分類，而對於形容詞、冠詞或動詞來說是一種屈折，兩者的意義是不同的。不過在名詞中，一些指人或生物的名詞也可以看作有性的屈折，如德語中的（大學生）和（女大學生）、（雄獅）和（雌獅），但也可以把這些屈折看作是不同的詞彙。
不是所有的语言都有性这一语法范畴。有性的语言主要存在於印歐語系與闪含語系當中。
不同性的名词，在进行屈折变化时，往往遵循不同的规则。如拉丁语的阴性名词绝大多数都遵循第一变格法，而阳性名词中不少以-us结尾的词和绝大多数的中性名词则遵循第二变格法。因此，掌握名词的性，是正确将其变格的先决条件之一。
有些语言中的形容词或冠词在修饰名词时，会随名词的性的不同而改变词尾，这就是形容词或冠词的性。大多数语言的动词没有性的屈折，只有少数语言的动词才有这一特点，如俄语的谓语动词的过去时也有性的屈折：
一些語言有三個性，即陽性、陰性和中性，如德語、拉丁語和俄語。另一些語言則只有兩個性，如法語只有陽性和陰性，瑞典語只有通性（由陽性與陰性合併而來）和中性。
一般表示人或生物的名詞的性和其天然性別一致。例如俄語的отец（父親）是陽性名詞；мать（母親）是陰性名詞。但表示物體的名詞其屬性卻不一定是中性，而且在不同的語言中情況也不同，如太陽在法語中（Soleil）是陽性，在德語中（Sonne） 是陰性，在俄語中（солнце）卻是中性；月亮在法語中是陰性（lune）、在德語中是陽性（Mond）、在俄語中是陰性（指月球）或陽性（指新月）。有些語言中，名詞的性可以由其詞形或詞綴分別，例如在義大利語中，以o結尾的大多是陽性名詞，a結尾的則大多是陰性名詞。德語中（女孩）一詞是中性，那是因為該詞帶有-chen後綴，是指小詞（-chen表達「小」的意思），而德語中所有指小詞都是中性。但許多語言中名詞的性往往與詞義、詞形無關，因此只能硬性記誦。
在另一些語言中則不存在性這個語法範疇，僅區分性別，例如「男」、「女」，而這些是不同的詞。例如英語的名词一直到十一世紀為止，與當今的德語相似，有完整的三性系統，詞會根據性而有不同的詞尾；然而在1066年諾曼人攻下英國後，這套詞尾系統很快地瓦解，失去詞尾後，新一代英語的使用者便難以判斷名詞的性別，於是有越來越多人將無明顯性別規律的非動物物體稱為""（它），於是，在幾個世紀中，新的系統——將幾乎所有非動物物體用「它」稱呼的系統——便成形了；現代英語中，已經失去語法上性的分別。漢語中則沒有性，只有語意上區分不同性別，如代詞「他」（性別中立）、「她」（女性）和「它」（人類以外所有事物），還有用於代指一神教中的神的「祂」以及用於動物的「牠」（簡體字不使用，以「它」代替）；「她」字的使用據一說是由劉半農在五四運動時創造以與西方語言對應，這也是為什麼漢語只有「她」和「妳」卻沒有男性的代詞；而這些第三人稱代詞並沒有發音上的區別，「你」和「妳」發音亦同。日本語和韓語名詞也不存在性的區別。

## 語法性別的由來
相對於非語法性別或相對於語意上的性別，許多自然語言中的語法性別相當紛亂，如德語 「少女」即為中性，而非語意上所理解的陰性。一般語言學上對於語法性別的由來有幾種解釋（以印歐語言及其祖語原始印歐語為例）：
1. 第一種說法是，這些語言的祖語，也就是原始印歐語，本屬於一種語法性別，也就是他們文法上「性別」的區分和語意上的「性別」無關係，只因這種區分也包含語意性別的區分，所以原始印歐語採用了區分語意性別的屈折或其他文法要素用以區分他們所屬的語法性別。換言之，假設原始印歐語將所有字彙分為 A 和 B 類，其中在 A 類中包含一些語意性別為陽性的字彙，這些字彙字尾假設為 -o，而 B 類中包含一些語意性別為陰性的字彙，這些字彙字尾假設為 -a，故漸漸地原始印歐語便使用 -o 和 -a 來區別 A 類和 B 類（此區分因而成語法性別）。
2. 另一說是該原始印歐語本來是屬於語法性別，之後其中的「中性」漸漸消失，並且被其他兩性填入該屬性，例如假設原來「石頭」在原始印歐語是中性，但後來某些印歐語言沒有中性格，並以陽性或陰性取代，所以才會出現後來紛亂的語法性別。然而這個說法並不能用來解釋像俄文、德文這些仍然有中性格的語言。
3. 第三種假說認為原始印歐語的任何性別對於當時的人來說都是有意義的，也就是原本原始印歐語是語意性別，例如石頭在當時的精靈崇拜的文化中可能是陰性，所以在他們的語言中屬於陰性，之後隨著文明的發展與輪替，本來有邏輯、有意義的性別區分到來後來都變得隱晦，有的語言甚至以自己文化中的定義對於字彙的性別加以區分，因此才出現後來看似不協調的語法性別。

## 参看
- 屈折語
- 语法范畴
- 词形变化
- 语法意义
- 中性语言
- 英语中的性别中立表现
- 棄名錯稱
- 单数they

## 外部連結
- An overview of the grammar of Old English
- Susanne Wagner.  (PDF). Albert Ludwigs University of Freiburg. 2004-07-22  [2016-03-21]. （原始内容存档 (PDF)于2014-11-27）.
- "The morphology of gender in Hebrew and Arabic numerals", by Uri Horesh (PDF)
- http://www.smg.surrey.ac.uk/features/morphosyntactic/gender （页面存档备份，存于） doi: 10.15126/SMG.18/1.01 （页面存档备份，存于）